# Dark Sun: Shattered Lands
Dark Sun: Shattered Lands è un videogioco di ruolo del 1993 sviluppato da Strategic Simulations per MS-DOS. Primo videogioco ambientato nell'ambientazione di Dungeons & Dragons Dark Sun, nel 1994 ha avuto un seguito dal titolo Dark Sun: Wake of the Ravager. Entrambi i giochi sono inclusi nella raccolta Dungeons & Dragons: Dark Sun Series.

## Modalità di gioco
Shattered Lands ha un gameplay a turni basato su Advanced Dungeons & Dragons.